# باب مک‌میلن (ورزشکار)
باب مک‌میلن (انگلیسی: Bob McMillen; ۵ مارس ۱۹۲۸ – ۱ آوریل ۲۰۰۷) دونده دو نیمه‌استقامت اهل ایالات متحده آمریکا بود.